# Гуцулізейшн (альбом)
«Гуцулізейшн» — четвертий альбом гурту «Карна». Альбом побачив світ 17 травня 2024 року . До альбому увійшли як нові треки, так і вже раніше відомі сингли «Мама Галичина»,  «Річард з гір» і «Прошу пана до смереки», котрі вийшли у 2022 під час повномасштабного вторгнення. Це перший альбом після повернення вокаліста Олексія Яроша до гурту. Вокал для деяких із пісень був записаний недалеко від лінії фронту, оскільки сержант Олексій Ярош служить кулеметником у ЗСУ. 

## Треки
| #     | Назва                   | Тривалість |
| ----- | ----------------------- | ---------- |
| 1.    | «Гуцулізейшн»           | 4:08       |
| 2.    | «Чорна скрипка»         | 4:42       |
| 3.    | «Ритм»                  | 2:44       |
| 4.    | «Мама Галичина»         | 3:05       |
| 5.    | «Вогонь»                | 4:01       |
| 6.    | «ARKAN»                 | 2:57       |
| 7.    | «Хризантеми»            | 3:00       |
| 8.    | «Ракети Ілона Маски»    | 2:43       |
| 9.    | «Прошу пана до смереки» | 3:11       |
| 10.   | «Янголи»                |            |
| 11.   | «Love»                  |            |
| 12.   | «Річард з гір»          |            |
| 31:21 |                         |            |

## Учасники запису
У записі альбому взяли участь:

### КАРНА
- Олексій Ярош — спів;
- Владислав Ярун — гітара, акустична гітара, клавішні, програмування[en], бек-вокал;
- Павло Корсун — бас-гітара, бек-вокал;
- Олег «Боб» Білоус — ударні.